# Lonchocarpus urucu
Barbasco, cubé,   (Lonchocarpus urucu) es una especie de planta de la familia Fabaceae. Nativa de selvas tropicales de Paraguay, Perú,  Brasil, Colombia, Guyana y Venezuela en hábitats desde 100 a 1800 m s. n. m.

## Propiedades
La resina de cubé rotenona, se extrae de sus raíces y del Lonchocarpus utilis,  usada en insecticidas y en piscicida (veneno de peces).  Sus ingredientes activos mayores son rotenona y deguelina.  A pesar de su rótulo de "orgánico" (producido en la naturaleza)  la rotenona  no está considerada una sustancia química segura al ambiente.

## Información del tóxico
Es tóxica a insectos, peces,  otras mascotas.  La forma más común de intoxicarse es por inhalación de polvo de raíces o el extracto.

## Uso médico
En los años 1950 se estudió en Veracruz, México, esta planta se usaba como saponina o jabón para matar peces por la compañía Sintex. Gracias a este descubrimiento, se detectó su contenido en esteroles análogos a la progesterona, lo que sirvió de base al descubrimiento de la píldora anticonceptiva por parte de Djerassi, Miramontes y Romo.

## Sinonimia
- Deguelia rufescens var. urucu
- Derris urucu (Killip & A.C.Sm.)J.F.Macbr.
- (enlace roto disponible en Internet Archive; véase el historial, la primera versión y la última).